# Hertigdömet Lothringen

Flagga.

Hertigdömet Lothringen, eller Hertigdömet Lorraine, var ett furstendöme eller vasallstat inom det tysk-romerska kejsardömet, som existerade från 959 till 1766. Det låg i nuvarande nordöstra Frankrike och har gett sitt namn till den nuvarande franska regionen Lorraine. Dess huvudstad var Nancy. 
Det bildades år 959 när det ursprungliga Hertigdömet Lotharingia (885-959) delades i Hertigdömet Övre Lothringen i söder och Hertigdömet Nedre Lothringen i norr. När Nedre Lothringen upplöstes år 1190, fanns det inte längre anledning att särskilja dem på namnen, och det tidigare Hertigdömet Övre Lothringen blev därefter kallat enbart Hertigdömet Lothringen. 
Hertigdömet Lothringen utgjorde en gränsstat mellan Frankrike och Tysk-romerska riket och blev som sådan omstridd mellan dessa, som båda strävade efter att kontrollera den. Den styrdes av Huset Lorraine mellan 1473 och 1737. Frankrike uppfattade Lorraine som en säkerhetsrisk, och ockuperade hertigdömet 1552-1559, 1634-1661, 1670-1697 och 1702-1714.
År 1736 gifte sig Frans III av Lorraine med kejsarinnan Maria Theresa av Österrike, som året därpå besteg tronen i Österrike, Böhmen, Ungern och en rad andra besittningar. Att låta Lorraine bli en direkt kejserlig provins var oacceptabelt för Frankrike. Frans avstod därför, 1737, hertigdömet Lorraine till Frankrike i utbyte mot Storhertigdömet Toscana. Kungen av Frankrike gav sedan hertigdömet till sin svärfar Stanisław I Leszczyński, som året innan hade förlorat Polens tron och officiellt regerande som hertig av Lorraine mellan 1737 och 1766, innan Lorraine även officiellt helt anslöts till Frankrike. 